# 王璿 (唐朝)
王璿（?—?），字希琢，武周时代同鳳閣鸞臺平章事（宰相）。《旧唐书》、《新唐书》无传，

## 生平
长寿元年（692年）八月十九，營繕大匠（将作大匠）王璿被武则天任命为夏官尚書（兵部尚书）、同鳳閣鸞臺平章事（宰相）。九月廿二，他和其他的宰相李游道、袁智弘、崔神基、李元素还有孔思元、任令輝，被酷吏王弘义诬陷，一起流放到了岭南，在相位仅三十三日。按旧唐书记载，长安元年（701年），又赐德俭子殿中监王璿实封二百五十户，长安三年（703年）他官职为金紫光禄大夫、行殿中监兼检校奉宸令、琅耶县开国子，之后史书没有他的相关记载。《新唐书·宰相世系表》中记载他的儿子有左衛中郎王大有、泗州刺史王同人、荊府功曹參軍王既濟、南和县尉王休明、博州別駕王休光、相州刺史王休名、解县令王休言。

## 家族
王璿出自琅琊王氏.十世祖是东晋尚书令王彪之，曾祖父是王猛是南朝陳東衡州刺史、應陽成公。祖父王纊是唐朝的鼓旗將軍、楚州刺史（王璿次子王同人墓志记载为王续，官吏部侍郎赠魏州刺史），父亲王德儉在唐高宗永徽六年（655年）时任中书舍人，与许敬宗、李义府、崔义玄、侯善业、袁公瑜等人拥戴武昭仪为皇后有功，后任至御史中丞、歸仁縣男。在武则天如意元年（692年）时追赠六人官爵，王德儉父亲王续被追赠魏州刺史，王德儉本人追赠兖州都督。
2013年7月，西安市航天学校内的唐代墓葬群中，其中一座高阳郡君许氏夫人墓，出土墓志一盒，载：“维龙朔元年（661年）岁次辛酉十月癸亥朔廿三日乙酉，大唐故楚州刺史归仁公夫人高阳郡君许氏之柩窆於雍州万年县义善乡兴善坊西。”按楚州刺史归仁公夫人高阳郡君许氏即是王德俭之妻。
- 曾祖：王猛，南朝陳東衡州刺史、應陽成公。
- 祖父：王续，吏部侍郎赠魏州刺史（其曾孙王秦客墓志记载为“曾祖续，皇金紫光禄大夫、尚书吏部侍郎、开府仪同三司”）。
- 父亲：王德俭，字守节，中书舍人、御史中丞、楚州刺史、归仁县男。赠兖州都督。
- 母亲：高阳郡君许氏。
- 叔父：王德素，阆州刺史。
- 叔父：王德本，西台舍人。